# Kirche Daberkow

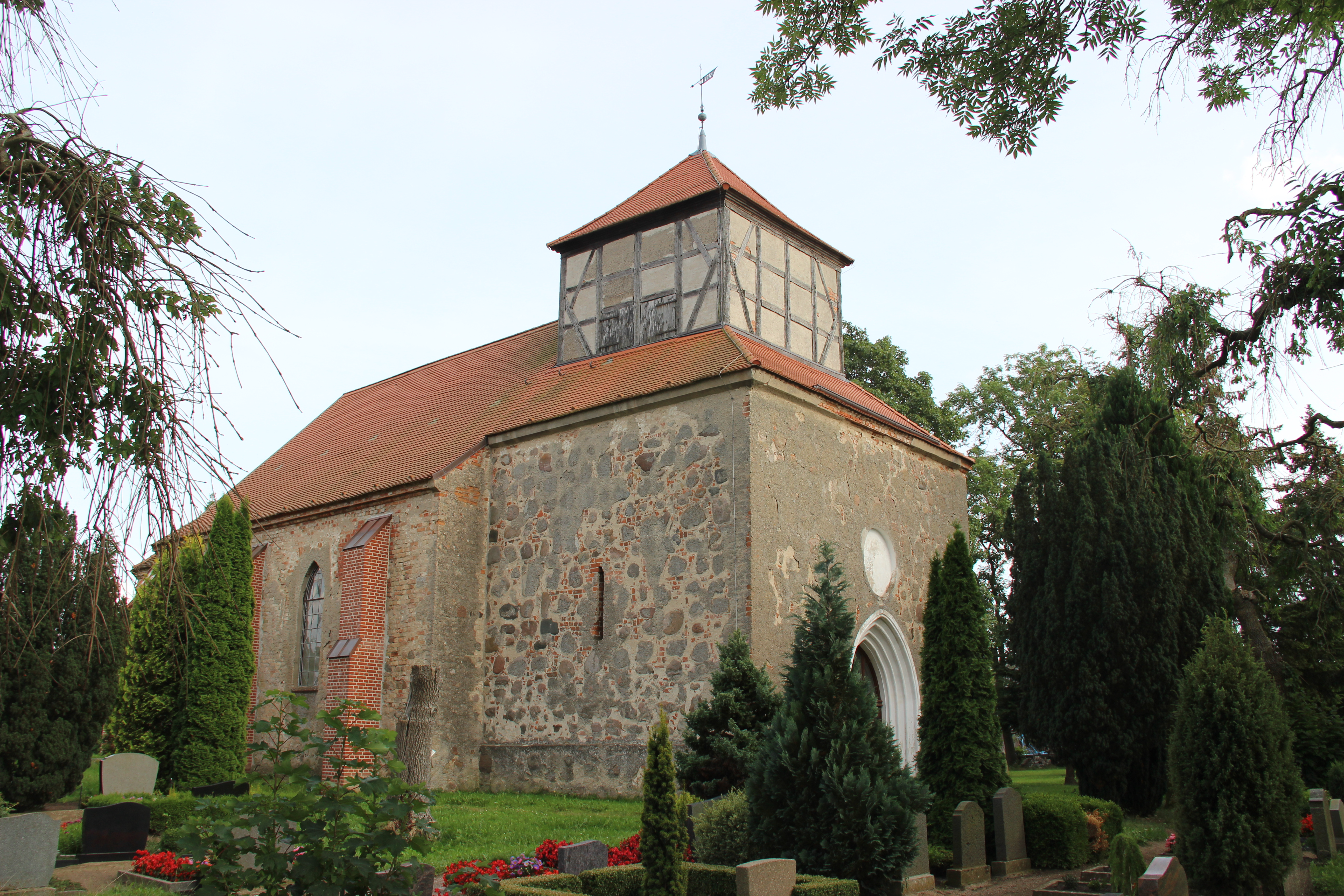
Kirche Daberkow

Die Kirche Daberkow ist ein Kirchengebäude in der vorpommerschen Gemeinde Daberkow.
Die Kirche wurde im 14. Jahrhundert aus Backstein errichtet. Nach einem Brand wurde sie im Jahr 1816 wiederhergestellt.
Der eingezogene, dreiseitig geschlossene Chor und das kurze Kirchenschiff werden von regelmäßig gestellten Strebepfeilern gestützt. Der westliche Kirchturm der ziegelgedeckten Kirche besitzt einen Aufsatz aus Fachwerk. Der Turm diente ursprünglich zu Wehrzwecken und besitzt daher Scharten. Das spitzbogige Stufenportal des Turms ist mit reichem Gewändeprofil mit eingestellten Halbrundstäben versehen. Auch die Fenster des heute grob verputzten Backsteinsaals sind spitzbogig ausgeführt.
Zur 1820 angefertigten einheitlichen hölzernen Ausstattung der flachgedeckten Kirche gehören ein Kanzelaltar und eine umlaufende Empore im Schiff. Die Orgel stammt wahrscheinlich aus der Zeit um 1860.
Das Geläut besteht aus einer 1820 gegossenen Glocke.
Die evangelische Kirchengemeinde gehört seit 2012 zur Propstei Demmin im Pommerschen Evangelischen Kirchenkreis der Evangelisch-Lutherischen Kirche in Norddeutschland. Vorher gehörte sie zum Kirchenkreis Demmin der Pommerschen Evangelischen Kirche.